# VBET
A VBET (estilizada como vbet) é uma empresa internacional de apostas on-line com sede na Armênia. Fundada em 2003 pela Vigen e Vahe Badalyan, a VBET oferece uma plataforma de apostas esportivas, cassino online, cassino ao vivo, pôquer, eSports, jogo do bicho e outros jogos online. É parte da Betconstruct, um fornecedor global de tecnologia e serviços para a indústria de jogos.

## História
A empresa foi fundada em 2003 sob o nome Vivaro pelos irmãos Badalyan, empresários armênios, e começou como uma casa de apostas em terra. O nome da empresa trazia as iniciais dos dois irmãos fundadores (Vigen e Vahe), assim como as do pai (Roman).
Em 2004, Vivaro lançou seu primeiro site de apostas on-line, um primeiro na Armênia, pois os serviços on-line eram então escassos no país e estavam apenas sendo apresentados ao público em geral.
Em 2009, Vivaro contava com mais de 300 livreiros em todo o país. Nos anos seguintes, a empresa continuou sua expansão e começou a diversificar suas ofertas e serviços.
Em 2014, a empresa se lançou no mercado internacional com um novo nome e identidade, tornando-se assim VBET. Ela adquiriu a licença de Curaçao em 2014 e foi aprovada pela MGA  ( Malta Gaming Authority ) em 2015, pela UKGC ( United Kingdom Gambling Commission ) e pela ANJ ( France's National Gaming Authority ) em 2017 e a SGA (Swedish Gambling Authority) em 2020.

## Parceiros, embaixadores e patrocínios
VBET se associou à Univent para promover o evento de luta entre o campeão mundial de cruzeiros da WBA, Arsen Goulamirian, e o australiano Kane Watts, em Paris. A VBET também patrocinou a luta de Goulamirian contra Constantin Bejenaru em Marselha.

Em agosto de 2020 a VBET se torna parceiro oficial do AS Monaco. O acordo cobrirá as temporadas de 2020-21 e 2021-22, com a VBET servindo como parceira oficial de apostas da equipe. Em 2022 a VBET estendeu a parceria de apostas com o AS Monaco até 2025.

Em julho de 2022 a VBET assinou contrato de patrocínio até 2025 com o clube OGC Nice.

Em julho de 2023 a VBET tornou-se a patrocinadora oficial do FC Dynamo Kyiv na temporada 2023/2024, com o direito de prioridade para a extensão do contrato nas temporadas seguintes de futebol.

Em janeiro de 2025 a VBET assinou contrato como Patrocinadora Máster do clube Botafogo para o Campeonato Brasileiro de Futebol, no valor de R$ 55 milhões por ano, o maior patrocínio da história do clube.

Em março de 2025 a VBET assinou contrato como Patrocinadora Máster do BSOP  - Brazilian Series of Poker, o maior circuito de poker da América Latina.

## Prêmios e reconhecimento
A VBET ganhou a indicação para Melhor Operador Online do Ano 2018, no Prêmio BEGE.
Em 2020, a VBET ganhou o prêmio BR, Melhor Empresa de Apostas da Armênia.
Em 2024 A VBET foi coroada como Melhor Operador Online do Ano 2024, no Prêmio SIGMA Europe, consolidando a sua posição como líder no setor de jogos online.